# بني عرجان الجنوبية (عبس)

تعديل مصدري - تعديل

بني عرجان الجنوبية هي إحدى قرى عزلة بني ثواب بمديرية عبس التابعة لمحافظة حجة، بلغ تعداد سكانها 392 نسمة حسب تعداد اليمن لعام 2004.